# Cinnobersnapper
Cinnobersnapper (Rhomboplites aurorubens) är en fisk i familjen Lutjanidae (vars medlemmar ofta kallas snappers) som finns i västra Atlanten från södra USA till Brasilien. 

## Utseende
Cinnobersnappern är en fisk med relativt slank kropp och trubbig nos. Munnen är liten, med ett lätt underbett. Ryggfenan består av 12 (någon gång 13) taggstrålar, följda av 10 till 11 mjukstrålar. Analfenan har en liknande uppbyggnad med 3 taggstrålar och 8 mjukstrålar. Bröstfenorna är korta, och stjärtfenan är urgröpt. Ryggen och de övre sidorna är cinnoberröda med svaga, sneda, bruna linjer som följer fjällradena. De lägre sidorna och buken är silverfärgade med en rödaktig anstrykning; de bruna linjerna på ovandelen motsvaras här av smala, horisontella, gula linjer. Rygg- och stjärtfenorna är gulaktiga, medan anal- och bröstfenorna är vitaktiga. Även ögat är cinnoberfärgat. Arten blir normalt omkring 35 cm lång, men maxlängden är 60 cm och största vikten 3,17 kg.

## Vanor
Arten föredrar släta partier över sten- grus- och sandbottnar på djup mellan 40 och 300 m. Ungfiskarna vistas på grundare vatten, omkring 25 m. Speciellt ungfiskarna men även de äldre bildar ofta stim. Födan består av fisk, räkor, krabbor, ryggradslösa bottendjur som havsborstmaskar, bläckfiskar samt plankton.

### Fortplantning
Cinnobersnappern blir könsmogen vid en längd av omkring 19 cm. Den leker under större delen av året, med en topp under vår och sommar i norra delen av utbredningsområdet.

## Utbredning
Utbredningsområdet omfattar Amerikas atlantkust från North Carolina i USA och Bermuda över Västindien och Mexikanska golfen till São Paulo i Brasilien.

## Betydelse för människan
Ett visst, kommersiellt fiske förekommer, främst med mjärdar och långrev, i mindre utsträckning med trål. Den användes främst som industrifisk, trots att köttet är av god kvalitet.